# Klabava (okres Rokycany)
Klabava (německy Klabawa) je obec v okrese Rokycany v Plzeňském kraji. Leží na pravém břehu stejnojmenné řeky něco přes čtyři kilometry severozápadně od Rokycan a necelých dvanáct kilometrů východně od krajského města Plzně. Žije zde 523 obyvatel.

## Název
Název obce je odvozen od obcí protékající řeky Klabavy, která bývá často neoficiálně nazývána Klabavka. Slovo Klabava pochází ze slovinského slova klabotina (tj. naplavenina), nebo ze slovesa klabati (tj. osekávati, přeneseně klábositi).
V roce 1869 nesla název Klabavá, od roku 1880 se nazývá Klabava.

## Historie
První písemná zmínka o obci pochází z roku 1401. V originále se nedochovala, ale pro svoji důležitost byla přepsána do Pamětní knihy města Rokycan z let 1532–1842. Původně to vypadalo, že první písemný materiál o obci pochází dokonce již z roku 1368, ale později se ukázalo, že jde o falzifikát. V roce 1957 byla nad vsí na řece Klabavě vybudována přehrada s vodní nádrží o ploše 32 hektarů.
S historií obce je nejvíce spjato železářství, v okolí obce se nacházela značná ložiska železné rudy.

## Obyvatelstvo
| Rok            | 1869 | 1880 | 1890 | 1900 | 1910 | 1921 | 1930 | 1950 | 1961 | 1970 | 1980 | 1991 | 2001 | 2011 | 2021 |
| -------------- | ---- | ---- | ---- | ---- | ---- | ---- | ---- | ---- | ---- | ---- | ---- | ---- | ---- | ---- | ---- |
| Počet obyvatel | 666  | 798  | 686  | 675  | 671  | 641  | 642  | 562  | 550  | 517  | 430  | 395  | 379  | 437  | 473  |
| Počet domů     | 79   | 99   | 99   | 92   | 96   | 103  | 128  | 140  | 140  | 137  | 140  | 158  | 168  | 190  | 214  |

## Obecní správa a politika

### Obecní symboly
Znak a vlajka byly obci uděleny rozhodnutím předsedy Poslanecké sněmovny Parlamentu České republiky dne 5. dubna 2001.

### Politika
V roce 2006 se po volbách do zastupitelstev obcí stal starostou Jiří Vohradský, jeho předchůdcem byl Jindřich Maštálka. Mezi další polistopadové starosty patřili Václav Kletečka a Jan Rada.

## Společnost

### Kultura
Místní knihovna nabízí v budově Obecního úřadu kromě půjčování knih a časopisů i veřejný internet zdarma. Knihovna si pravidelně poučí pro své čtenáře na delší dobu nové tituly z Městské knihovny v Rokycanech a díky tomu je nabídka půjčovaných knih pestřejší.

### Sport
Tělovýchovná jednota Sokol Klabava patří mezi nejaktivnější spolky v obci. Sokol obec reprezentuje zejména ve stolním tenise. Místní jednota rovněž pro občany pořádá do roka několik kulturních akcí – bály, oslavy atp.
Klub cyklistů Klabava pořádá kromě pravidelných vyjížděk jednou do roka cyklistický závod (Memoriál Miloslava Kozelky), který je součástí Becker Cupu Plzeňské amatérské ligy horských kol. Klub se může pochlubit řadou úspěchů, například Hana Kalčíková z KC Klabava již několikrát zvítězila v prestižním cyklistickém závodu Král Šumavy.
Dělnická tělovýchovná jednota v Klabavě patří v celorepublikovém měřítku z dosud existujících DTJ mezi úspěšné. Účastní se sportovních her DTJ (běh, šipky, futsal). Jednotu úspěšně reprezentuje v registrovaných soutěžích oddíl ledního hokeje a futsalu. V roce 2008 DTJ pomocí státní dotace zprovoznila nové víceúčelové hřiště.[zdroj⁠?!]

## Pamětihodnosti
- Přírodní památka Pod starým hradem, paleontologické naleziště, jihovýchodně od obce